# Quebrada Limas
La Quebrada Limas es un río pequeño de Bogotá que nace en la vereda de Quiba, en la parte rural de la localidad de Ciudad Bolívar y por tanto, es afluente del río Tunjuelo.

## Características generales
La quebrada se extiende se suroeste-noreste atravesando una parte rural y toda la parte urbana de Ciudad Bolívar, ya que en esta zona recibe toda la carga de contaminación procedente de las basuras y los vertederos de los barrios Bella Flor, Juan José Rondón, Villa Gloria, El Triunfo, Marandú, Juan Pablo II, Brisas del Volador, Sauces, San José de los Sauces, San Francisco, Villa del Diamante y Candelaria la Nueva, esta última propensa a las inundaciones causadas por lluvias. Actualmente esta quebrada esta bajo observación para lograr una total rehabilitación de su cuenca e impedir mayores problemas ambientales, asunto que está bajo pacto entre la Alcaldía Mayor de Bogotá y el Comité Quebrada Limas en noviembre de 2004.